# 拉梅拉蒂耶尔
拉梅拉蒂耶尔（法語：La Merlatière，法語發音：[la mɛʁlatjɛʁ]）是法国卢瓦尔河地区大区旺代省的一个市镇，位于该省中部略偏北，属于永河畔拉罗什区。

## 地理
拉梅拉蒂耶尔（46°46'6"N, 1°18'3"W）面积14.86 平方千米，位于法国卢瓦尔河地区大区旺代省，该省份为法国西部沿海省份，北起大西洋卢瓦尔省和曼恩-卢瓦尔省，西临大西洋，南至滨海夏朗德省，东部及东南部与德塞夫勒省接壤。
与拉梅拉蒂耶尔接壤的市镇（或旧市镇、城区）包括：永河畔栋皮埃尔、埃萨尔昂博卡日、拉费里耶尔、圣马丹德努瓦耶、莱塞萨尔。

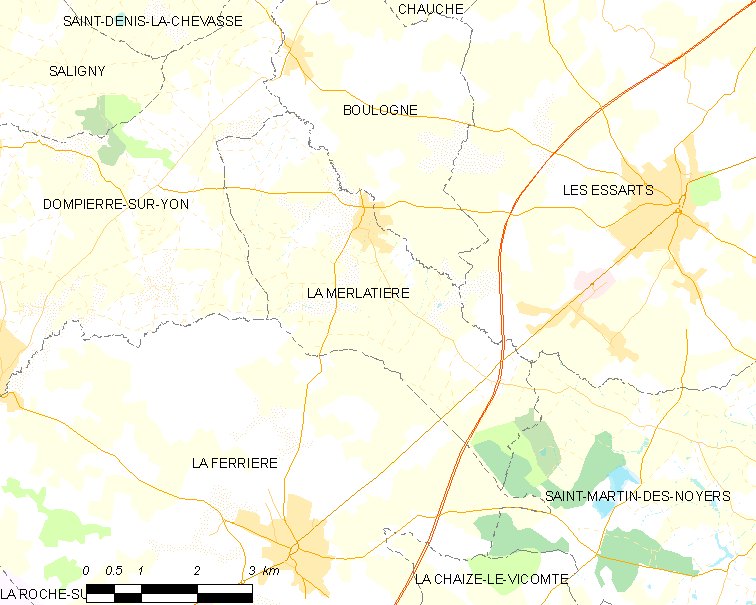
拉梅拉蒂耶尔的OSM定位图

拉梅拉蒂耶尔的时区为UTC+01:00、UTC+02:00（夏令时）。

## 行政
拉梅拉蒂耶尔的邮政编码为85140，INSEE市镇编码为85142。

## 政治
拉梅拉蒂耶尔所属的省级选区为尚托奈县。

## 人口

1962-2008年间拉梅拉蒂耶尔人口变化图示

拉梅拉蒂耶尔于2022年1月1日时的人口数量为1010人。